# Ӵ
Ӵ, ӵ (Ч с умлаутом) — буква расширенной кириллицы, 30-я буква удмуртского алфавита.

## Использование
В удмуртском языке обозначает звук [t͡ʃ], что соответствует тш в русском языке. Впервые появилась в алфавите Г. Е. Верещагина, впоследствии была использована в алфавите 1897 года, положенном в основу современного.
Используется в ваханском кириллическом алфавите (Таджикистан) и одном из вариантов ишкаимского алфавита (2019) для обозначения звука [ʈ͡ʂ].
Также использовалась в алфавите коми К. М. Мошегова для обозначения звука [t͡ʃ] (в современном алфавите — диграф тш).